# Andrest
Andrest ist eine französische Gemeinde mit 1349 Einwohnern (Stand 1. Januar 2022) im Département Hautes-Pyrénées in der Region Okzitanien (zuvor Midi-Pyrénées). Sie liegt im Arrondissement Tarbes und gehört zum Kanton Vic-en-Bigorre.

## Geographie
Andrest bedeckt 6,19 Quadratkilometern und liegt etwa zehn Kilometer nördlich von Tarbes in der Bigorre 2,5 Kilometer westlich vom Adour und etwa 2,5 Kilometer östlich vom Échez. Durch das Gemeindegebiet führt die frühere Route nationale 135.

## Geschichte
Archäologische Funde aus der Jungsteinzeit und aus der gallorömischen Epoche sind vorhanden. Im Nordosten der Gemeinde befindet sich die im 10. Jahrhundert erbaute Motte Fossoyée. Arnaud, Graf der Bigorre, ließ 1303 eine neue Kirche und ein neues Château errichten, somit ist der Ort als Bastide einzuordnen. 1762 wurde das Château zerstört, 1776 wurde die Gemeindeverwaltung errichtet.

## Sehenswürdigkeiten
Neben der Motte Fossoyée besteht die Kirche Saint-Barthélémy seit dem 14. Jahrhundert.

## Einwohnerentwicklung
- 1962: 0688
- 1968: 0713
- 1975: 0881
- 1982: 1002
- 1990: 1253
- 1999: 1229
- 2007: 1351
- 2010: 1414